# Pfaffstätten
Pfaffstätten là một thị trấn ở huyện Baden trong bang Niederösterreich ở nước Áo. Đô thị này có diện tích 7,81 km², dân số năm 2001 là 2974 người.
Tại trung tâm thị trấn là Lilienfelderhof, được gọi là monastic grange, thuộc sở hữu của Lilienfeld Abbey nhưng cho Kartause Gaming Private Foundation thuê trong 99 năm, đến năm 2105.